# هنری بولنویلیه
هنری بولنویلیه (انگلیسی: Henri de Boulainvilliers; ۲۱ اکتبر ۱۶۵۸ – ۲۳ ژانویهٔ ۱۷۲۲) تاریخ‌نگار و نویسنده اهل فرانسه بود.